# Установа Дом Културе Бојник
| Установа Дом Културе Бојник |                                |
| Оснивач:                    | Општина Бојник                 |
| Седиште:                    | Трг слободе 22, Бојник, Србија |
| Директор:                   |                                |
| Веб презентација            |                                |

Установа Дом Културе у Бојнику, једна је од јавних установа општине Бојник и носилац свих културних активности на подручју бојничке општине.
Као Дом културе „Напредак” установа је формирана 1948. године и био је главно место окупљања грађана општине Бојник па и шире који су волели да гледају најновије филмове, слушају тадашње актуелне естрадне уметнике и уживају у представама гостујућих позоришта из Ниша и Лесковца.
Садашњи Дом културе основан је 30. новембра 2016. године као Установа Дом Културе „Бојник” Бојник. Основна делатност ове установе је да обезбеди развој ликовне уметности, музичке и сценске уметности, културно уметничких манифестација, заштиту културних добара путем извођења радова на заштити споменика културе, попуњавање збирке музеја предметима и документима из историје завичаја, издаје и публикује дела.
Установа је организатор више манифестација: Позоришни дани, Комеморативни скуп 17. фебруар, Музички интермецо, Пасуљијада, Сабор „Горешњак” – чувари традиције.